# Кашанга (район Ресіфі)
Кашанга (порт. Caxangá) — район міста Ресіфі, штат Пернамбуку, Бразилія. Район розділений на дві частини річкою Капібарібі та межує з районами Варзеа, Іпутінга, Апіпукус, Дойс-Ірманос і Сітіу-дус-Пінтус та з муніципалететом Камаражібі. Тут закінчується проспект Кашанга, один з головних проспектів міста та найбільша виключно пряма вулиця у країні.

## Ресурси Інтеренту
- Мапа району

| Бразилія | Це незавершена стаття з географії Бразилії. Ви можете допомогти проєкту, виправивши або дописавши її. |